# Уоли Уест
Уоли Уест (на английски: Wally West) е измислен персонаж и супергерой от вселената на ДиСи Комикс, първото Хлапе светкавица и третият Светкавица.

## Биография
Когато Уоли е на осем години, той мечтае да стане като Светкавицата, но родителите му не одобряват това. Един ден, той е посетен от дружелюбен непознат, чиято любезност дава на Уоли вярата, от която ще се нуждае в бъдеще. След това, непознатият изчезва загадъчно. По-късно в „Светкавицата“ том 2, бр. 0 е разкрито, че странникът e самият поостарял Уоли, който прави обиколка във времето, за да срещне по-младото си Аз.